# Frederico Luís de Württemberg
Frederico Luís de Württemberg (Estugarda, 14 de dezembro de 1698 – Ludwigsburgo, 23 de novembro de 1731) foi herdeiro
do ducado de Württemberg.

## Biografia
Ele era o único filho do duque Everardo Luís de Württemberg e de Joana Isabel de Baden-Durlach, filha do marquês Frederico VII de Baden-Durlach.
Frederico Luís morreu antes de seu pai, que sobreviveu até 1733. Com sua morte, sem herdeiros do sexo masculino, a linha principal de Wurtemberg terminou e o ducado passou para uma linha colateral de Wurtemberg-Winnental.

## Casamento e descendência
Em 8 de dezembro de 1716, Frederico Luís casou-se com Henriqueta Maria de Brandemburgo-Schwedt, filha do marquês de Brandemburgo-Schwedt, com quem teve dois filhos:
- Everardo Frederico de Württemberg (1718 – 1719)
- Luísa Frederica de Württemberg (3 de fevereiro de 1722 – 2 de agosto de 1791), foi casada com Frederico II de Mecklemburgo-Schwerin. Teve quatro filhos que morreram jovens.